# Карім Хафез
Карім Рамадан Хафез (араб. كريـم حافظ; нар. 12 березня 1996, Каїр, Єгипет) — єгипетський футболіст, захисник національної збірної Єгипту та французького клубу «Ланс».

## Клубна кар'єра
Вихованець юнацьких команд футбольного клубу «Аль-Аглі».
У дорослому футболі дебютував 2014 року виступами за команду клубу «Льєрс».
Своєю грою за цю команду привернув увагу представників тренерського штабу клубу «Омонія», до складу якого на правах оренди приєднався 2015 року. Відіграв за нікосійську команду наступний сезон своєї ігрової кар'єри. До «Льєрсу» повернувся наприкінці сезону, але не зміг скласти конкуренцію іншим гравцям, тому був змушений шукати інше місце роботи.
До складу клубу «Ланс» на правах оренди приєднався 2016 року.

## Виступи за збірну
2015 року дебютував в офіційних матчах у складі національної збірної Єгипту.
У складі збірної був учасником Кубка африканських націй 2017 року у Габоні.
| Дата       | Місто       | Господарі | Результат | Гості  | Турнір           | Голи | Примітки |
| ---------- | ----------- | --------- | --------- | ------ | ---------------- | ---- | -------- |
| 08-06-2015 | Александрія | Єгипет    | 2 – 1     | Малаві | товариський матч | -    | 56'      |
| 08-01-2017 | Каїр        | Єгипет    | 1 – 0     | Туніс  | товариський матч | -    | 26'      |
| Усього     |             | Матчів    | 2         |        | Голів            | 0    |          |

## Титули і досягнення
- Срібний призер Кубка африканських націй: 2017